# Cảng Nghi Sơn
Cảng Nghi Sơn là tên gọi chung của một cụm cảng biển tại khu vực phường Nghi Sơn, tỉnh Thanh Hóa, Việt Nam, thuộc cụm cảng Bắc Trung Bộ Việt Nam.
Cảng có 5 bến. Bến 1 xây dựng từ năm 2002 - 2003 cho tàu 10.000 tấn, bến 2 xây dựng từ năm 2004 - 2007 để đón tàu 30.000 tấn, được Công ty Cổ phần Dịch vụ Dầu khí PTSC Thanh Hóa quản lí.
Bến 3 được xây dựng từ năm 2010, có thể tiếp nhận được tàu 70.000 DWT giảm tải, bến số 4 có thể tiếp nhận tàu 30.000 DWT giảm tải, bến số 5 có thể tiếp nhận tàu 60.000 DWT giảm tải, ba bến này được Công ty Cổ phần Đầu tư Khoáng sản Đại Dương quản lí 
Cảng hiện có một khu bến tổng hợp và container thuộc địa phận phường Nghi Sơn, tỉnh Thanh Hóa. Luồng vào bến dài 2 km, sâu: -8,5 m. Khu bến này hiện có khả năng tiếp nhận tàu đến 20 nghìn DWT. Nó có 2 cầu tàu, một cầu dài 165 m và có độ sâu -8,5 m, cầu còn lại dài 225 m và có độ sâu -11 m. Kho bến rộng 2.880 m² và bãi chứa container rộng 12.350 m².
Theo quy hoạch hệ thống cảng biển của Chính phủ Việt Nam, khu bến hiện nay sẽ được nâng cấp để có khả năng tiếp nhận tàu tới 50 nghìn DWT. Đồng thời, tới năm 2015, một khu bến mới gọi là Bắc Nghi Sơn sẽ được xây dựng (khi đó khu bến hiện nay sẽ được gọi là Nam Nghi Sơn) làm khu bến chuyên dùng cho công nghiệp lọc hóa dầu, xi măng, có khả năng tiếp nhận tàu đến 30 nghìn DWT.